# Yanama (distrito)
Distrito peruano de Yanama é um dos oito distritos da Província de Yungay, situcada no Ancash, pertenecente a Região de Ucayali, Peru.

## Transporte
O distrito de Yanama é servido pela seguinte rodovia:
- PE-14C, que liga a cidade de Cashapampa ao distrito de Huari
- AN-106, que liga a cidade ao distrito de Yungay[2][3][4]